# Liste der Nummer-eins-Hits in Schweden (1990)
Diese Liste enthält alle Nummer-eins-Hits in Schweden im Jahr 1990. Es gab in diesem Jahr elf Nummer-eins-Singles und acht Nummer-eins-Alben.
| Singles | Alben |
| --- | --- |
| - Phil Collins – Another Day in Paradise - 6 Wochen (27. Dezember 1989 – 6. Februar 1990) - Troll – Jimmy Dean - 2 Wochen (7. Februar – 20. Februar) - Sinéad O’Connor – Nothing Compares 2 U - 9 Wochen (21. Februar – 24. April) - Madonna – Vogue - 4 Wochen (25. April – 22. Mai) - Alannah Myles – Black Velvet - 4 Wochen (23. Mai – 19. Juni) - Niklas Strömstedt – Om - 2 Wochen (20. Juni – 3. Juli) - Nick Kamen – I Promised Myself - 6 Wochen (4. Juli – 28. August) - MC Hammer – U Can’t Touch This - 6 Wochen (29. August – 9. Oktober) - Londonbeat – I’ve Been Thinking About You - 6 Wochen (10. Oktober – 20. November) - Dr. Alban – No Coke - 4 Wochen (21. November – 18. Dezember) - Ainbusk Singers – Lassie - 4 Wochen (19. Dezember 1990 – 15. Januar 1991) | - Phil Collins – …But Seriously - 12 Wochen (29. November 1989 – 20. Februar 1990) - The Creeps – Blue Tomato - 5 Wochen (21. Februar – 27. März) - Sinéad O’Connor – I Do Not Want What I Haven’t Got - 6 Wochen (28. März – 8. Mai) - Gary Moore – Still Got the Blues - 14 Wochen (9. Mai – 14. August) - Pretty Woman (Soundtrack) - 6 Wochen (15. August – 25. September) - Jon Bon Jovi – Blaze of Glory (Soundtrack) - 2 Wochen (26. September – 9. Oktober) - Niklas Strömstedt – Om! - 4 Wochen (10. Oktober – 6. November) - Tomas Ledin – Tillfälligheternas spel - 10 Wochen (7. November 1990 – 15. Januar 1991) |